# Опенхайм
Вижте пояснителната страница за други значения на Опенхайм.
Опенхайм (на немски: Oppenheim) е град в Рейнланд-Пфалц, Германия със 7132 жители (към 31 декември 2012). Наричан е град на виното.
Селището е споменато за пръв път през 765 г. в документ на Карл Велики. През 1225 г. е свободен имперски град.